# 생마르크
생마르크(프랑스어: Saint-Marc, 아이티어: Sen Mak)는 아이티의 도시이다.인구는 160,181명(2003년)이다.면적은 556,56km2이다.아이티에서 인구가 7번째로 많은 도시이다.